# Impatiens austroyunnanensis
Impatiens austroyunnanensis là một loài thực vật có hoa trong họ Bóng nước. Loài này được S.H. Huang mô tả khoa học đầu tiên năm 2003.